# موريس هاربر
موريس هاربر (بالإنجليزية: Maurice Harper)‏ هو لاعب كرة قدم أمريكية أمريكي، ولد في 14 مايو 1910 في بانديرا في الولايات المتحدة، وتوفي في 23 ديسمبر 1991 في لوس أنجلوس في الولايات المتحدة.